# Isla Kubu
La isla Kubu o simplemente Kubu es una isla lacustre de roca de granito seco, situada en el área del parque nacional Makgadikgadi Pans en el distrito Central de Botsuana. Tiene una altura de 20 cm sobre el nivel del mar de sal que la rodea. El nombre de Kubu significa hipopótamo en tswana, una de las lenguas de ese país del sur de África. La isla se encuentra a pocos kilómetros de los pueblos mineros de Orapa y Letlhakane, se puede acceder a ella a través de Mmatshumo.
La isla entera es un monumento nacional, y es considerado un lugar sagrado por los nativos de la zona.
Es accesible con vehículos a tracción de cuatro ruedas y tiene servicios básicos para acampar.